# كلية الحقوق بجامعة فوردهام
كلية الحقوق بجامعة فوردهام (بالإنجليزية: Fordham University School of Law)‏ هي كلية قانون، تأسست في 1905، في الولايات المتحدة.